# Джордже Джорджеску
Джордже Джорджеску (рум. George Georgescu; 12 вересня 1887, Сулина, Румунія — 1 вересня 1964, Бухарест, Румунія) — румунський диригент, віолончеліст і педагог. Член-кореспондент Румунської академії.

## Біографія
Народився в сім'ї портового митника. У 1910 році закінчив Бухарестську консерваторію по класу віолончелі (професор Костянтин Дімітреску) і в 1910—1912 роках продовжив навчання в Берлінській вищій школі музики у Гуґо Беккера (клас віолончелі), а також по класах композиції і диригування. З 1911 року виступав як сольно, так і в складі струнного «Марто-квартету» (з Марто, Беккером і Канблаєм), але травма не дозволила далі займатися виконавською діяльністю. У 1916—1918 роках удосконалювався в диригентському мистецтві у Ріхарда Штрауса і Артура Нікіша. У 1918 році вперше виступив як диригент з Берлінським філармонічним оркестром. У 1920 році заснував Бухарестський філармонічний оркестр (нині Симфонічний оркестр ім. Джордже Енеску); в 1921—1944 і в 1953—1964 роках — головний диригент. В репертуар входили Шоста симфонія Чайковського, «Веселі пустощі Тіля Ейленшпігеля» Штрауса, Фортеп'янний концерт Гріга, Друга симфонія Брамса, Сьома симфонія Бетховена, твори Джордже Енеску й інші твори румунських і світових композиторів. Диригував в багатьох країнах світу, в тому числі і в СРСР, де був на гастролях 4 рази (вперше в 1952 році). Виступав разом з такими виконавцями, як Пабло Касальс, Ежен д'Альбер, Едвін Фішер, Вальтер Ґізекінґ, Вільгельм Кемпф, Жак Тібо, Енріко Майнарді, Давид Ойстрах, Артур Рубінштейн, Клара Гаскіл і багатьма іншими. У 1950—1953 роках — професор Бухарестської консерваторії.

## Нагороди
- 1954 — Народний артист СРР
- 1949 — Державна премія СРР
- 1957 — Державна премія СРР
- Кавалер ордена Праці 1 ступеня